# Студёное (Оренбургская область)
Студёное — село в Илекском районе Оренбургской области. административный центр Студёновского сельсовета.

## Географическое положение
Село расположено в северо-западной части Илекского района на правом берегу реки Заживная (впадает в реку Кош — правый приток Урала). Расстояние до районного центра (Илек) — 17 км, до областного центра (Оренбург) — 137 км, до Москвы — 1169 км.

## История
Основано в ноябре по указу оренбургского губернатора И. И. Неплюева как казачий форпост (Студёновский форпост). Первыми жителями были казаки из Илецкого городка. Они должны были содержать в форпосте 20 человек и иметь одну пушку. После 1869 года форпост стал посёлком и центром станицы. Административно Студёновская станица подчинялась 1-му Уральскому военному отделу Уральского казачьего войска.
Основным занятием казаков была охрана границ, но они ещё занимались хлебопашеством и скотоводством, построили Никольскую церковь.
После Октябрьской революции 1917 года был создан сельский совет, а его первым председателем избрали Ивана Дементьевича Наплёкова. В 1922 году образуется трудовая коммуна «Красный Октябрь», которая в 1924 году становится колхозом. Первый председатель колхоза — Стаценко Кузьма Поликарпович.
В 1950 году председателем колхоза становится Пётр Устинович Боков, который руководил им почти 40 лет. Колхоз становился миллионером, награждался орденом Ленина.

## Достопримечательности
В Студёном сохранился памятник-часовня, установленный в 1915 году в память о погибших казаках Уральского казачьего войска (УКВ) в Первую мировую войну. Илецкие казаки служили и воевали в составе полков УКВ. В 2013 году памятник был отреставрирован потомками Уральских и Оренбургских казаков. 